# 川上玲子
川上 玲子（かわかみ れいこ、1938年〈昭和13年〉8月 - ）は、日本のインテリアデザイナー。実業家。武蔵野美術大学客員教授。元昭和女子大学非常勤講師。
女子美術短期大学卒業。桑沢デザイン研究所卒業。福岡県出身。長女は女優の川上麻衣子。

## 経歴
福岡県出身。1958年（昭和33年）に女子美術短期大学を卒業し、前川国男建築設計事務所で勤務。1959年（昭和34年）にスウェーデン王立工芸学校に留学し、1965年（昭和40年）にはスウェーデン国王・グスタフ6世アドルフに作品が認められる。
帰国後は武蔵野美術大学、昭和女子大学などで非常勤講師を務め、後に武蔵野美術大学の客員教授に就任する。
またテキスタイルアートやインテリアデザインでは岡山県庁、盛岡グランドホテル、横浜市中央図書館、スウェーデン輸入住宅のモデルハウスデザインなどのデザインに携わった。
これまでに有限会社フォルムSKR取締役代表、公益社団法人日本インテリアデザイナー協会理事長、北欧建築・デザイン協会副会長などを歴任した。